# HD 113778
HD 113778，又名CD-40 7682，SAO 223905、HR 4941，是一颗恒星，视星等为5.59，位于銀經305.97，銀緯21.19，其B1900.0坐标为赤經13h 0m 55s，赤緯-41° 21.19′ 9″。